# Lasioglossum tannaense
Lasioglossum tannaense là một loài Hymenoptera trong họ Halictidae. Loài này được Cockerell mô tả khoa học năm 1916.